# Фрідріх фон Амерлінг
Фрідріх фон Амерлінг (нім. Friedrich von Amerling; 14 квітня 1803, Відень — 14 грудня 1887, Відень) — австрійський художник. Разом з Фердинандом Георгом Вальдмюллером є одним з найбільш авторитетних митців-портретистів XIX століття.
Фрідріх Амерлінг народився в родині Франца Амерлінга, дротяного майстра, який працював з сріблом і золотом, і його дружини Терезії Каргль. У 1815—1824 роках Амерлінг навчався у віденській академії мистецтв. Після цього він відвідував заняття в школі граверів Йозефа Клібера, потім перейшов в клас «історичних основ малюнка» Губерта Маурера і Карла Гзельхофера.
У 1824 році Амерлінг перебрався до Праги до свого дядька Генріха і до 1826 року навчався в місцевій академії у Йозефа Берглері молодшого. 1827—1828 роки провів в Лондоні, де на Амерлінга велике враження справила творчість Томаса Лоуренса. Пізніше Амерлінг побував в Парижі, де працював у Ораса Верне, і Римі. З 1828 року Амерлінг влаштувався у Відні і став отримувати замовлення від імператорського дому, знаті і бюргерства.
У 1829 році отримав премію Рейхеля віденської академії. Протягом життя Амерлінг здійснив багато тривалих поїздок: в 1836 і 1838 роках — в Італію, в 1838 році — в Нідерланди, в 1839 році — в Мюнхен, в 1840—1843 роках — Рим, в 1882 році — в Іспанію, в 1883 році — Англію, в 1884 році — Грецію, в 1885 році — до Скандинавії, доїхавши до Нордкапа, і в 1886 році — в Єгипет і Палестину.
У 1878 році Амерлінгу було присвоєно дворянське звання. У будинку визнаного віденського художника бували відомі літератори та музиканти, як, наприклад, Франц Ліст.
У 1858 році Амерлінг придбав у Відні палац у віденському районі Гумпендорфі і обставив його на свій смак цінними предметами мистецтва. Художник також володів великою колекцією кованих виробів.
Серед численних нагород художника є і отриманий в 1879 році орден Залізної корони.
Амерлінг був урочисто похований на Центральному кладовищі Відня. Надгробний пам'ятник, а також пам'ятник Амерлінгу в міському парку Відня 1902 року були виконані скульптором Йоханнесом Бенці. У 1887 році одна з вулиць Відня отримала ім'я художника. Будинок, де народився художник, з 1978 року носить ім'я Амерлінга і є культурним центром, де також розташовується музей віденського округу Нойбау.
У 1948 році до 60-річчя від дня смерті художника в Австрії була випущена спеціальна поштова марка.

## Творчість
Амерлінг створив понад тисячу робіт, здебільшого портретів. Він був улюбленим портретистом вищої знаті і великої буржуазії за часів віденського бідермаєра. Пік популярності художника припав на 1830—1850 роки. Його роботи відрізняють елегантність малюнка, екзотичне оформлення і колірна розмаїтість. Велика частина робіт Амерлінга знаходиться в австрійських музеях і приватних збірках.

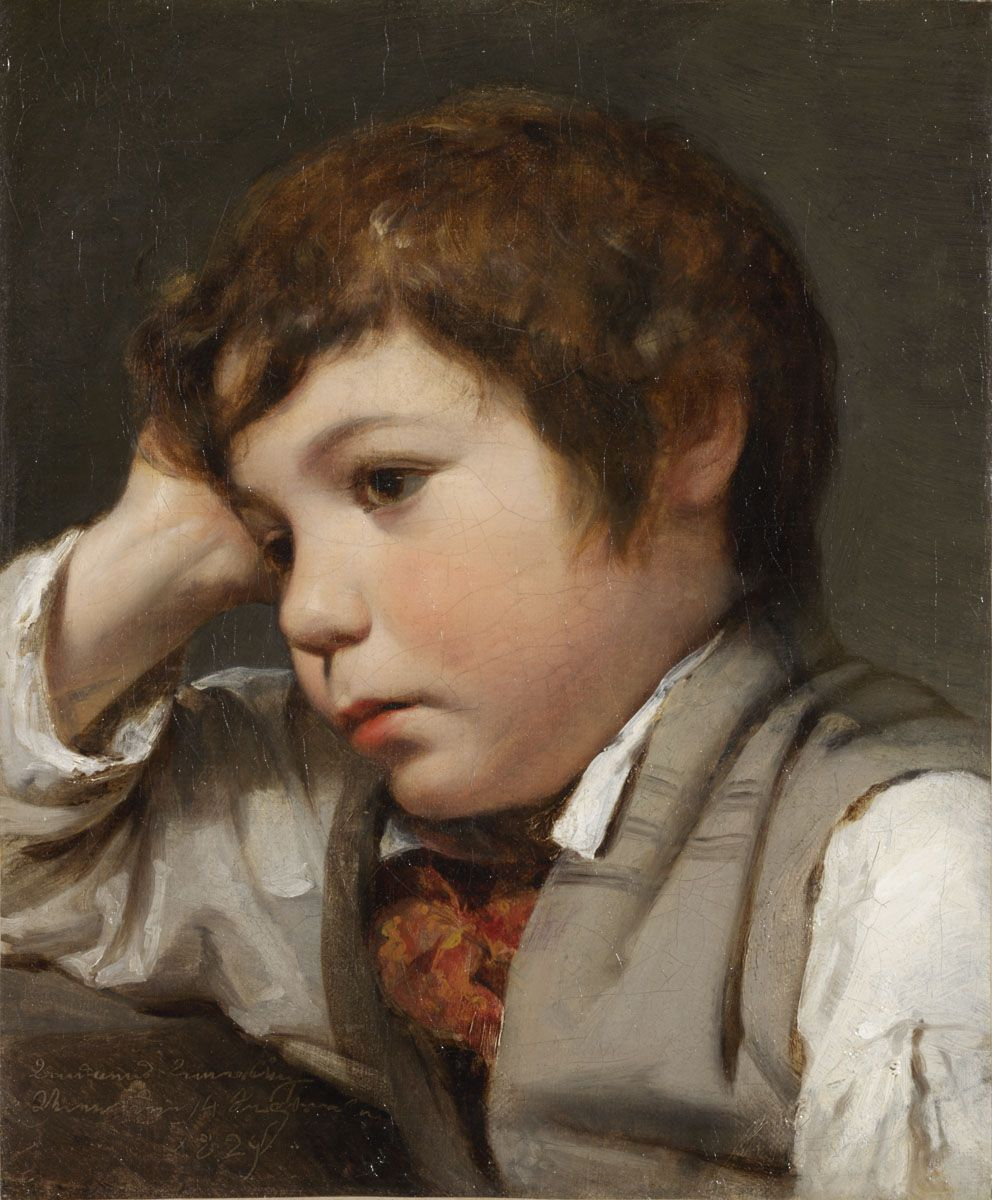
Портрет Андреас Амерлінг (1829)
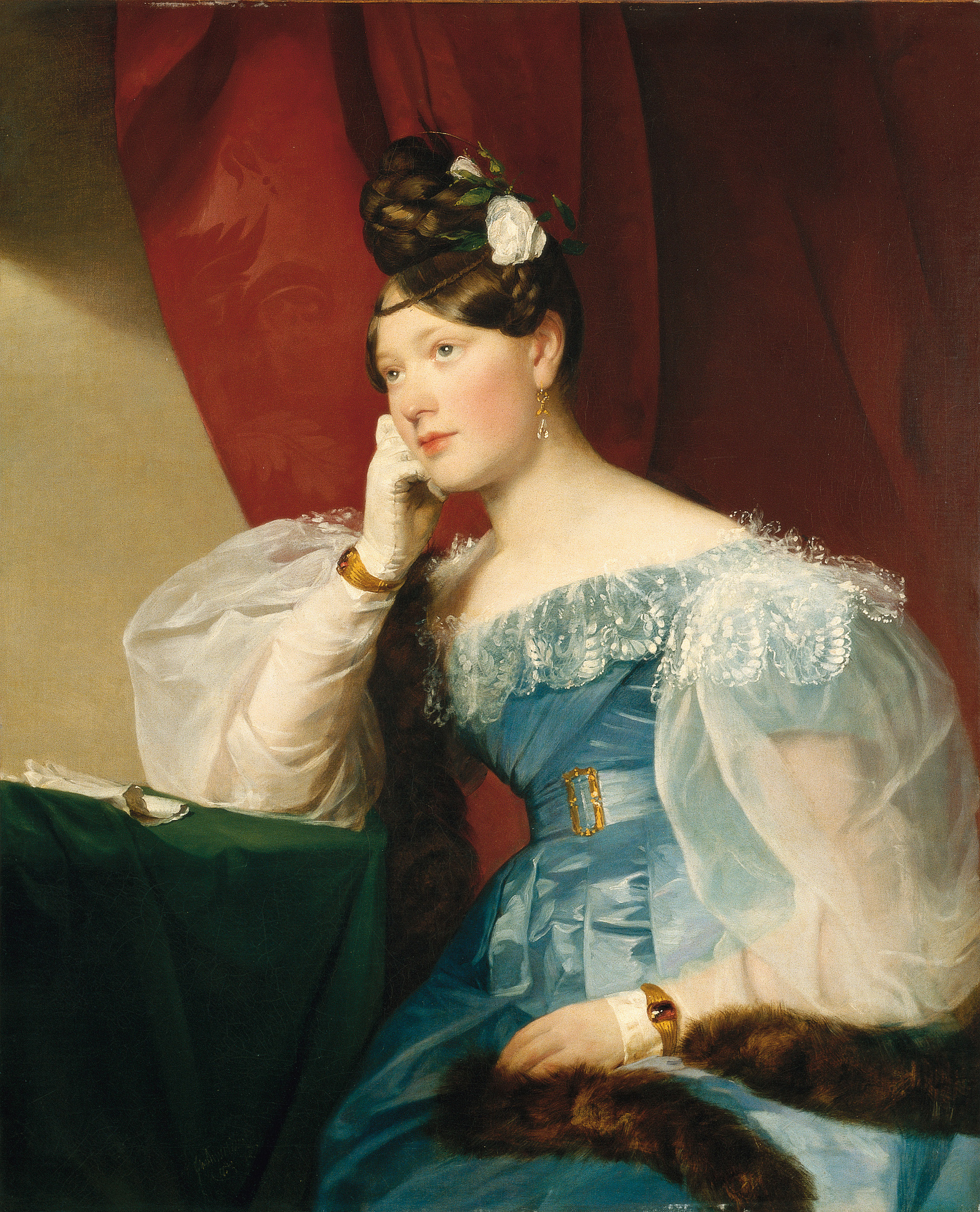
графиня Джулія фон Война (1832)
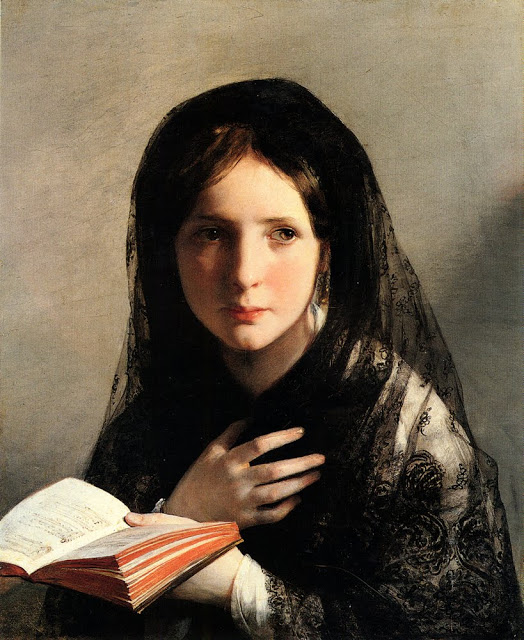
Дівчина читає (1835)
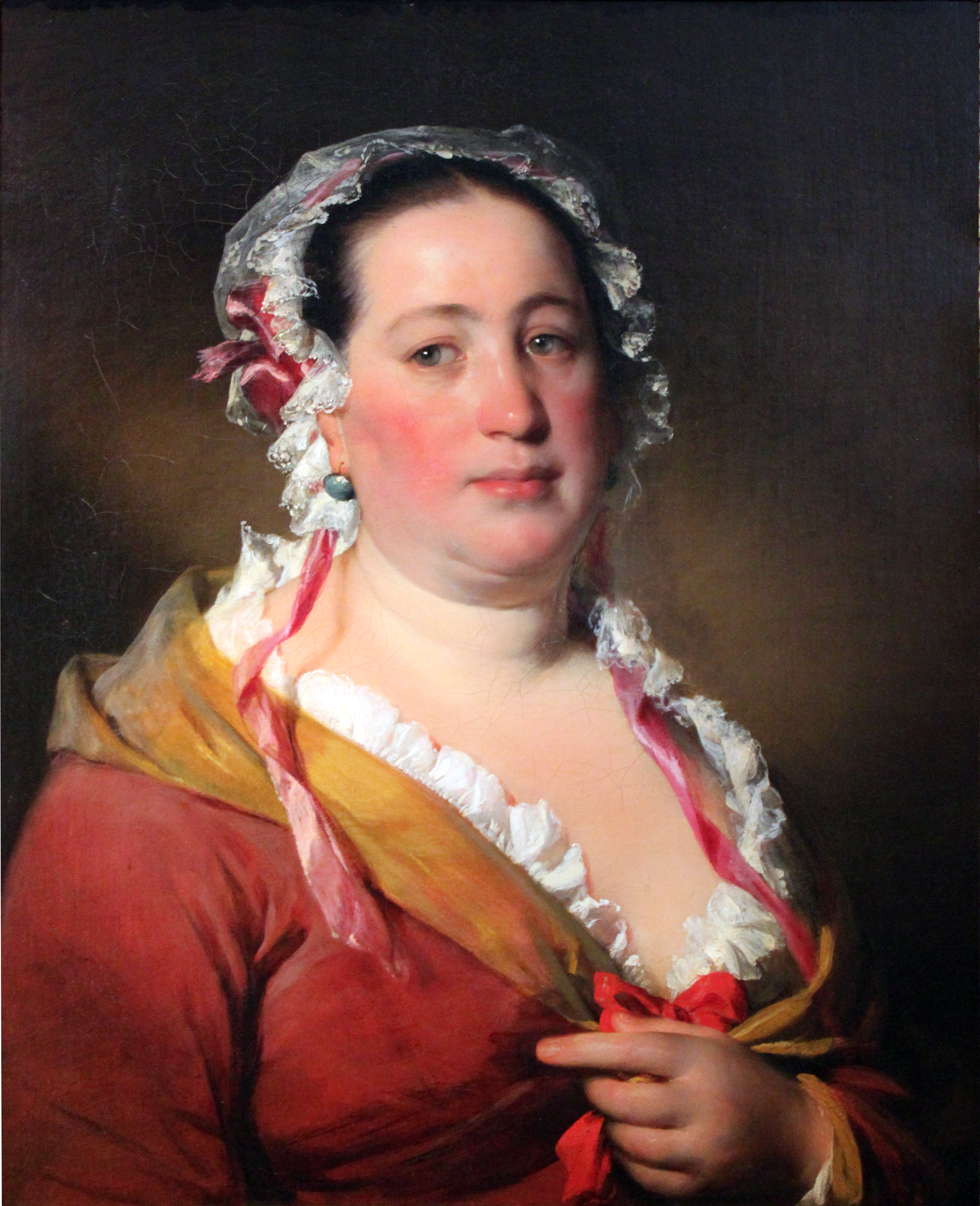
Портрет пані Плачь (1850)